# Estill County
Estill County je okres ve státě Kentucky v USA. K roku 2010 zde žilo 14 672 obyvatel. Správním městem okresu je Irvine. Celková rozloha okresu činí 662 km².

## Sousední okresy
| Růžice kompasu |                | Clark County   | Powell County | Růžice kompasu |
| Růžice kompasu | Madison County | Sever          |               | Růžice kompasu |
| Růžice kompasu | Madison County | Estill County  |               | Růžice kompasu |
| Růžice kompasu | Madison County | Jih            |               | Růžice kompasu |
| Růžice kompasu |                | Jackson County | Lee County    | Růžice kompasu |